# Leptobrachium hasseltii
Leptobrachium hasseltii là một loài cóc bùn sống ở Đông Nam Á. Theo hiểu biết hiện nay, loài này có mặt tại Java, Madura, Bali, quần đảo Kangean của Indonesia. Ngoài ra, còn có ghi nhận về sự hiện diện của L. hasseltii ở Philippines (Palawan, Mindoro, Bohol, Basilan, Mindanao), nhưng có lẽ đây là một loài khác, chưa đặt tên.
Do Leptobrachium hasseltii là loài điển hình chi Leptobrachium, quần thể Leptobrachium spp. nhiều nơi ban đầu được gộp vào loài này, sau mới tách ra làm những loài riêng. Đây là điều xảy ra với Leptobrachium hainanense (Hải Nam) Leptobrachium liui (Trung Quốc đại lục), và Leptobrachium smithi (Thái Lan, Myanmar).

## Mô tả và môi trường sống

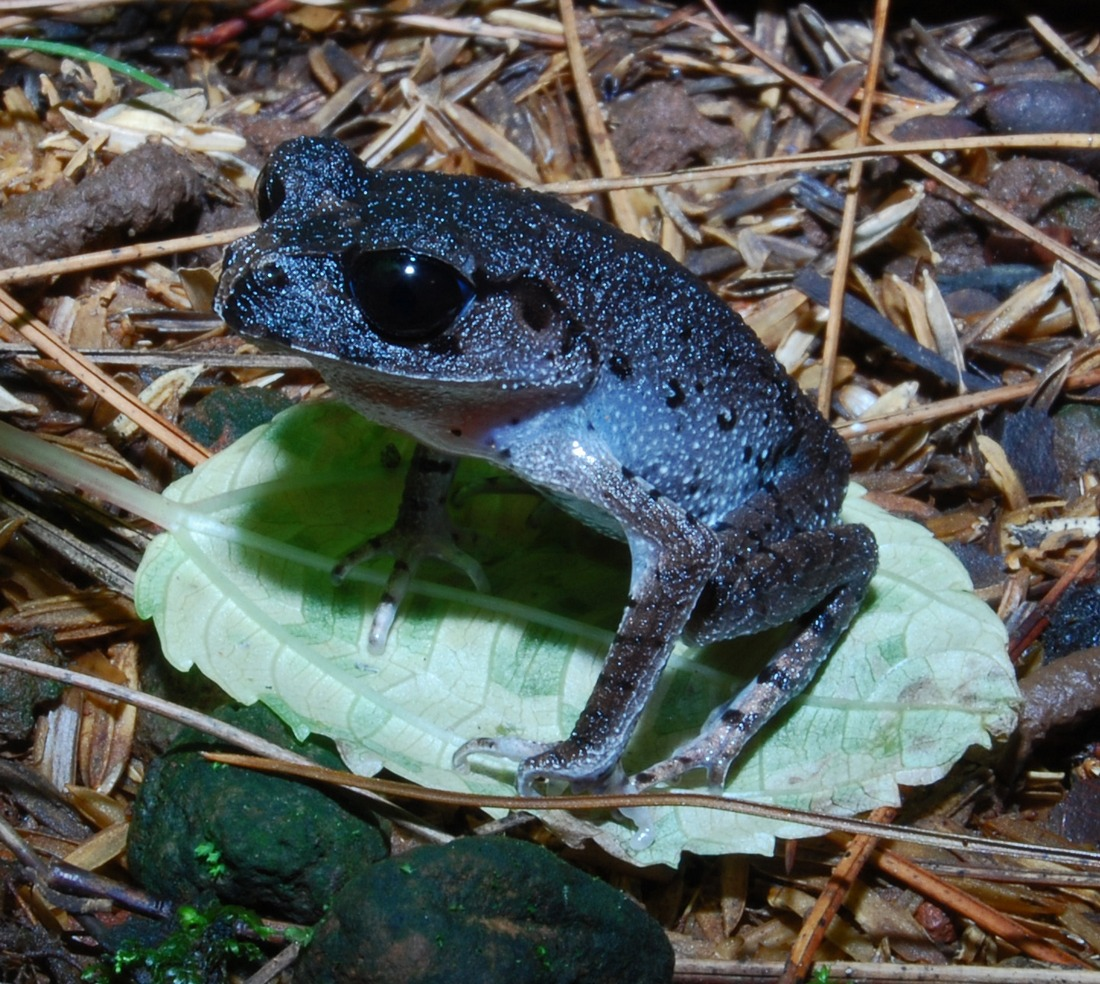

Leptobrachium hasseltii có đầu to, rộng hơn thân mình, mắt lớn, mống mắt đỏ, mút ngón chân tròn, da trơn. Con trưởng thành có mặt lưng tối màu, lốm đốm chấm đen, mặt bụng màu trắng xen vệt đen. Con non có màu hơi xanh. Con cái (chiều dài mõm-huyệt 70 mm (2,8 in)) dài hơn con đực (chiều dài mõm-huyệt 60 mm (2,4 in)).
Leptobrachium hasseltii sống trên lớp nền lắm lá chết nơi rừng mưa. Nòng nọc sống trong ao hồ nước tĩnh. Loài này đang bị đe doạ do mất môi trường sống.